# エレオノーラ・ゴンザーガの肖像
『エレオノーラ・ゴンザガの肖像』（伊: Ritratto di Eleonora Gonzaga, 英: Portrait of Eleonora Gonzaga）は、イタリア、ルネサンス期のヴェネツィア派の巨匠ティツィアーノ・ヴェチェッリオが1536年から1538年に制作した肖像画である。油彩。マントヴァ侯爵フランチェスコ2世・ゴンザーガの娘で、ウルビーノ公爵フランチェスコ・マリーア1世・デッラ・ローヴェレと結婚したエレオノーラ・ゴンザーガを描いており、夫の肖像画と対作品となっている。デッラ・ローヴェレ家、メディチ家のコレクションを経て、現在はフィレンツェのウフィツィ美術館に所蔵されている。

## 制作経緯

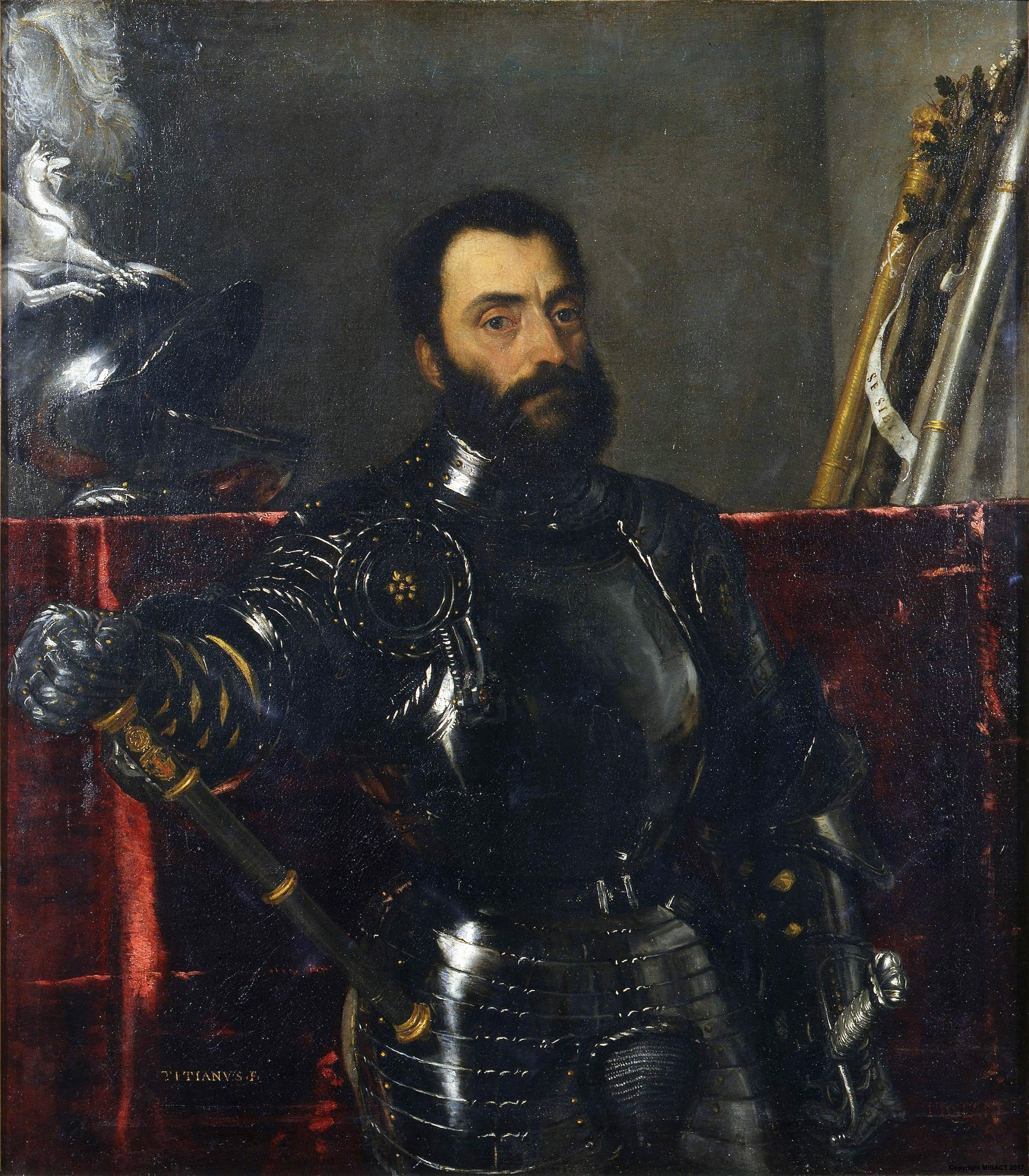
エレオノーラの夫を描いた対作品『フランチェスコ・マリーア・デッラ・ローヴェレの肖像』。同じくウフィツィ美術館所蔵。

1537年11月7日にピエトロ・アレティーノがヴェロニカ・ガンバラに宛てた手紙から、当時、ティツィアーノがウルビーノ公爵夫人エレオノーラと彼女の夫フランチェスコ・マリーアの肖像画を完成させていたことが分かっている。1536年1月、公爵夫人はヴェネツィアの大使にもしティツィアーノが彼女の住んでいたペーザロを通ることがあれば、ティツィアーノに肖像画を描いてほしいとの希望を書いた。ティツィアーノは1530年に神聖ローマ皇帝カール5世がボローニャで戴冠した当時すでに、夫フランチェスコ・マリーアとともにエレオノーラの肖像画の制作を公約していたに違いない。
1536年9月からエレオノーラがヴェネツィアに滞在したため、ティツィアーノはフランチェスコ・マリーアのために構想していた全身像の肖像画のアイデアを放棄し（素描が現存している）、対となる夫婦の肖像画の制作に向かわなければならなかった。実際、当時のイタリアではまだ女性を全身像で描写する習慣は普及していなかった。したがって、エレオノーラの肖像画は1536年から1537年の秋冬に夫の肖像画の少し前に描かれた。

## 作品

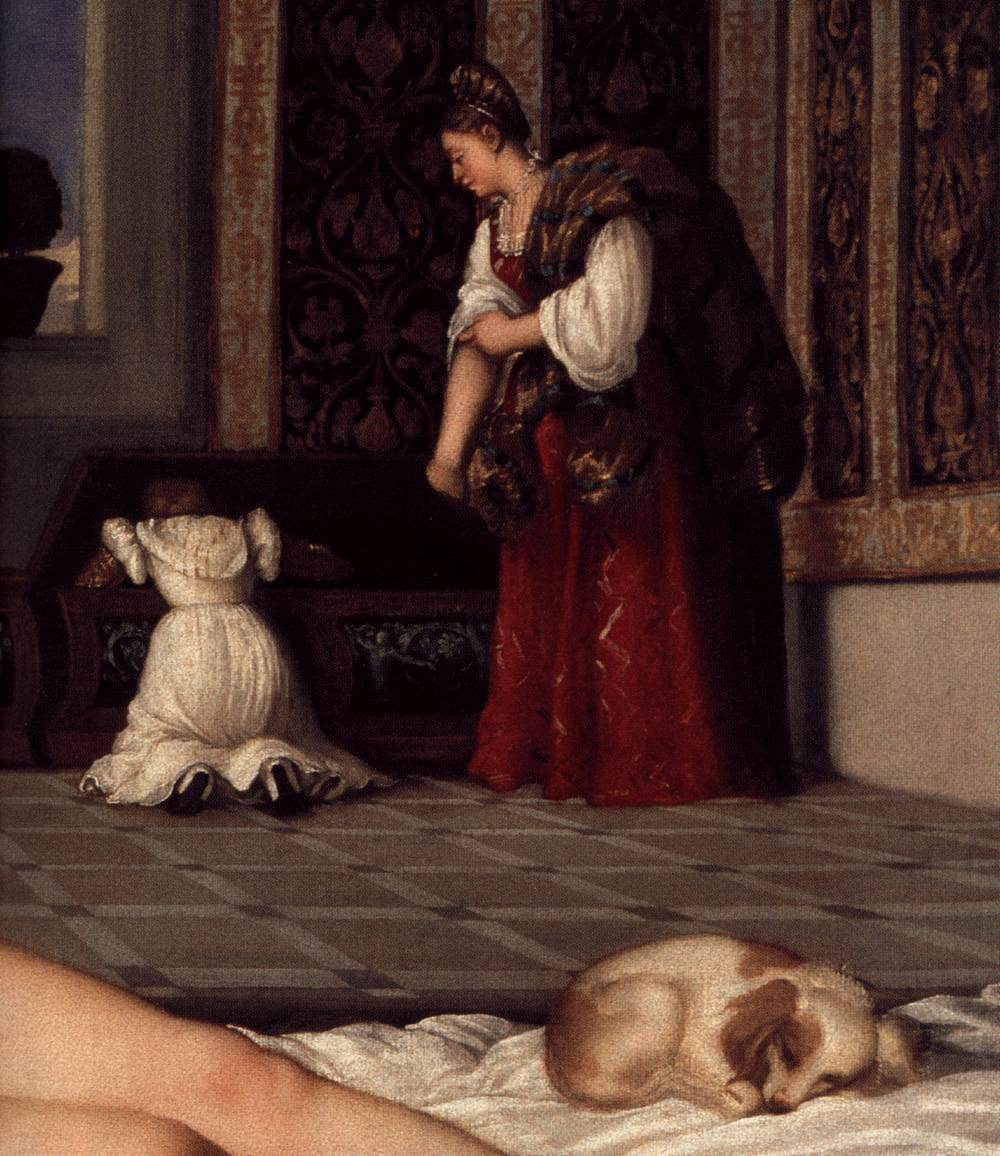
『ウルビーノのヴィーナス』の画面右に描かれた小型犬。

座っているエレオノーラ・ゴンザーガは左からの4分の3正面像として描かれている。彼女は当時の北イタリアの貴婦人の間で非常に人気があった、マントヴァ公爵妃イザベラ・デステのファッションを取り入れた金の刺繍が施された頭飾りを身に着けている。ドレスは豪華な暗いベルベットであり、多くの金色の蝶結びがあり、白いシルクで覆われたネックラインは宝石をあしらった金製の象眼細工が施されている。この色彩はデッラ・ローヴェレ家が継承したモンテフェルトロ家の色を思い起こさせる。袖には上品に振られたシルクのパフが出ている。ベルトは両端にタッセルが付いた金色の紐製で、真珠とルビーが埋め込まれた黄金製の頭部を持つクロテンの毛皮が吊るされており、公爵夫人の右手はその黒い毛皮を撫でている。彼女はまた3つの真珠のペンダント（花嫁の純粋さの象徴）が付いたチェーンネックレス、ティアドロップの真珠のイヤリング、指輪など、他の多くのジュエリーを身に着けている。
背景は灰色の壁であり、画面左の開いた窓から遠くの森の風景が見える。窓の下には緑色のテーブルクロスで覆われた小さなテーブルが置かれ、その上には二毛の小型犬が寝そべり、また金色の小像を戴いた時計が置かれている。これらは象徴的な要素であり、ティツィアーノは他の絵画でもこうした要素を用いている。たとえば、小型犬は『ウルビーノのヴィーナス』の犬とほとんど同じであり、忠実さを象徴している。時計は美術史美術館の『ファブリツィオ・サルヴァレージオの肖像』（Portrait of Fabrizio Salvaresio）、カンザスシティのネルソン・アトキンス美術館の『アントワーヌ・ド・グランヴェルの肖像画』（Antoine Perrenot de Granvelle）、プラド美術館の『時計を持った紳士の肖像』（Knight with a Clock）に登場している。それは永遠を象徴し、おそらく結婚における永遠の忠実さ、または（カチカチと音を立てる規則性のために）節制を意味し、あるいはまた時間の経過により《メメント・モリ》を表すこともある。単にステータスシンボルと解釈することもできる。結局のところ、ウルビーノ公国がそのような工芸品を収集しており、かつてティツィアーノ自身がアウクスブルクの時計職人によって制作された品を購入する仲介をしたことが知られている。

## 来歴
1537年11月、エレオノーラに届けられる前に本作品を見たピエトロ・アレティーノは公爵夫人とその美徳に敬意を表したソネットの中で肖像画について言及し、特に公爵夫人の「ティツィアーノの様式が広げた色の結合」と「調和」「穏やかな精神」「誠実さ」「謙虚さ」を称賛している。作品は1538年にペーザロのヴィラ・インペリアーレに届けられた。絵画はデッラ・ローヴェレ家の血筋が途絶えるまでその地にあり、17世紀にフェルディナンド2世・デ・メディチと結婚したヴィットーリア・デッラ・ローヴェレの持参金の一部としてフィレンツェに移された。

## 複製
ウフィツィ美術館の版画部門には19世紀の作品の複製（No.106748）が所蔵されている。